# Michálkovice (nádraží)
Michálkovice byly železniční stanice, která se nacházela v ostravském městském obvodu Michálkovice u dolu Michal (Petr Cingr). Ležela v km 10,470 (staničení z Ostravy hlavního nádraží) = 0,000 (staničení směr Doubrava) mezi stanicemi Josefova jáma a Orlová-Poruba na Báňské dráze, která byla v době zrušení stanice ve správě společnosti OKD, Doprava.

## Historie
Stanice Michálkovice byla vybudována původně jako koncová dopravna na tzv. Báňské dráze, která byla v úseku z pozdější stanice Ostrava střed dána do provozu v roce 1863. V roce 1870 se stanice stala mezilehlou, neboť Báňská dráha byla prodloužena do Doubravy. K rozšíření stanice došlo v období 2. světové války.
Kdysi se jednalo o jednu z nejvýznamnějších míst pro nakládku uhlí v rámci Ostravy, význam stanice však poklesl prakticky na nulu po zastavení těžby v michálkovickém dole Petr Cingr, ke kterému došlo k 30. květnu 1993. K oficiálnímu zrušení nepotřebné stanice došlo 10. května 1999.

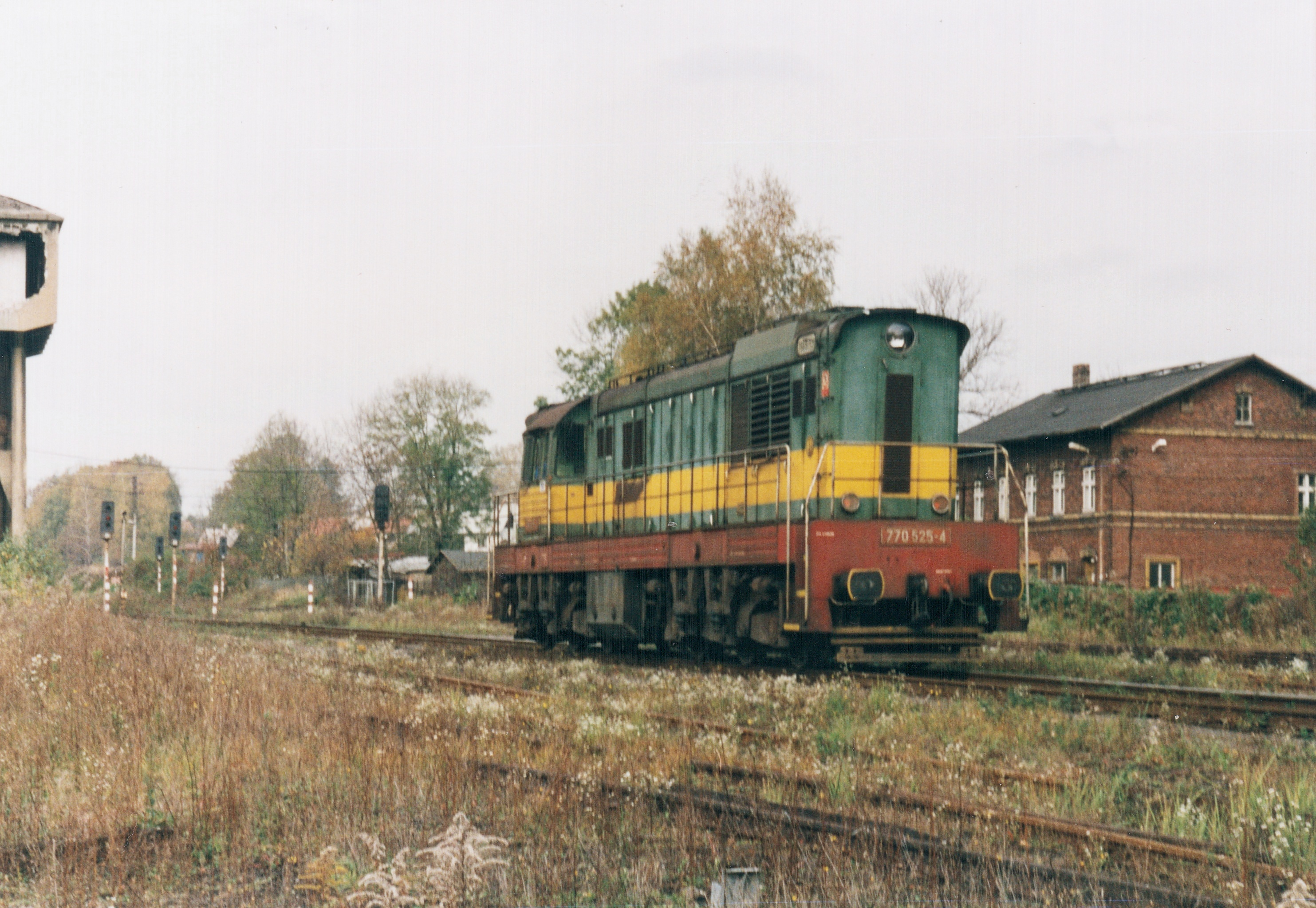
Lokomotiva 770.525 ve stanici Michálkovice v roce 1998

## Popis stanice
Stanice původně ležela mezi sousedními stanicemi Josefova jáma a Petřvald (dříve zvaná Albrechtova výhybna). Stanice byla nejdříve zabezpečena jen klíči, měla mechanická vjezdová návěstidla s předvěstmi, odjezdová návěstidla zde vůbec nebyla.
22. června 1964 bylo v Michálkovicích aktivováno reléové zabezpečovací zařízení (RZZ) WSSB GS II-IB, které bylo od začátku dálkově ovládáno ze sousední Josefovy jámy, kde byl na stanovišti výpravčího (St.2) ovládací pult. V Michálkovicích byl umístěn náhradní pult pro případné předání ovládání na místní obsluhu. Mezi Josefovou jámou a Michálkovicemi byl zřízen traťový souhlas s kontrolou volnosti trati. Dále do Poruby (Petřvald už v posledních letech před zrušením Michálkovic nefungoval) byla jízda vlaků zabezpečena telefonickým dorozumíváním. V roce 1997 byla Poruba integrována do zabezpečovacího zařízení sousední stanice Orlová a v této souvislosti bylo v úseku do Michálkovic zřízeno traťové zabezpečovací zařízení 3. kategorie s počítači náprav. Zajímavostí je, že díly ze zrušeného RZZ v Michálkovicích byly v roce 2000 použity pro zřízení „nového“ RZZ v Josefově jámě.